# Augustiner-Eremiten-Kloster (Helmstedt)

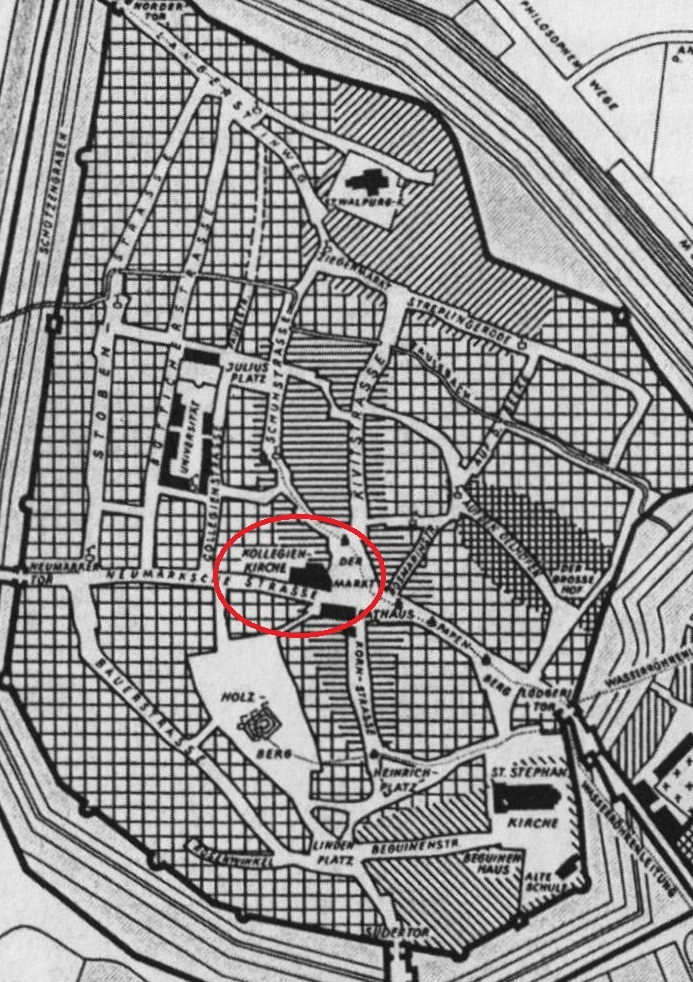
Die Kollegienkirche (rot markiert) im Stadtgrundriss von 1764 (Zeichnung 1924)

Das Augustiner-Eremiten-Kloster war eine Niederlassung der Augustiner-Eremiten am Marktplatz in Helmstedt. Es bestand von 1290 bis 1527. Die ehemalige Klosterkirche diente von 1704 bis 1810 als Collegienkirche der Universität Helmstedt. Von den Gebäuden sind keine Reste vorhanden.

## Geschichte

### Kloster
Auf Einladung des Stadtrats kamen im Jahr 1290 Augustiner-Eremiten vom Kloster Himmelpforten bei Wernigerode nach Helmstedt. Sie erhielten die Gebäude des 1267 vom Rat gestifteten Hospitals zum Heiligen Geiste. Die neue Niederlassung wurde wie das Mutterkloster Porta Coeli („Tor des Himmels“) genannt. Das Patrozinium ist unbekannt.
Die Klosterkirche erstreckte sich an der Nordseite der Neumärker Straße von Westen nach Osten; der Chor grenzte an den Marktplatz.
Die Augustiner öffneten sich früh für die Reformationsbewegung ihres Ordensbruders Martin Luther. 1527 übergaben die verbliebenen Mönche das Kloster mit allem Besitz und Einkünften dem Stadtrat und erhielten dafür eine Schutzzusicherung.

### Evangelische Kirche
Bis 1588 war die Kirche ein evangelisch-lutherischer Predigtort ohne Pfarreirechte. Danach blieb sie ungenutzt und verfiel.
Nach gründlicher Wiederherstellung und Ausstattung im Barockstil erfolgte 1704 die Wiedereinweihung als Universitätskirche. Sie war jetzt eine flachgedeckte Hallenkirche mit einem nördlichen Querhausarm. Auf der Vierung stand ein Glocken-Dachreiter. Die Kirche diente auch zum Begräbnis von Universitätsangehörigen, deren Epitaphe an den Wänden angebracht wurden.
Nach der Aufhebung der Universität Helmstedt 1810 wurde die Collegienkirche profaniert. Bis 1851 diente sie als Magazin für die herzogliche Domänenverwaltung. Danach erfolgte der Abriss. Für das an ihrer Stelle gebaute Wohn- und Geschäftshaus wurden Steinmaterial und Teile der Bauornamentik der Kirche verwendet.